# George Fitzmaurice
George Fitzmaurice (13. februar 1885 – 13. juni 1940) var en fransk filminstruktør og  filmproducent. De fleste af hans film blev produceret i USA.

## Karriere
Fitzmaurice's karriere begyndte som scenograf. Hans primære karriere var som instruktør hvor han fra 1914 til sin død i 1940 instruerede mere end 80 film, hvoraf flere var succesfulde bl.a. The Son of the Sheik, Raffles, Mata Hari og Suzy. Han instruerede primært stumfilm.
The Son of the Sheik fra 1926 er hans mest berømte film. Dette blev hjulpet på vej af den pludselige død af filmens stjerne Rudolph Valentino samme år. Valentino var en af de mest populære stjerner i 1920'erne og en af de mest kendte stumfilmskuespillere. Hans tidlige død som 31-årig førte til massehysteri blandt hans kvindelige fans og gav ham kultstatus. 

## Filmografi

### Instruktør
- When Rome Ruled (1914)
- Stop Thief! (1915)
- The Commuters (1915)
- At Bay (1915)
- Who's Who in Society (1915)
- Via Wireless (1915)
- The Money Master (1915)
- The Test (1916)
- Big Jim Garrity (1916)
- New York (1916)
- Arms and the Woman (1916)
- The Romantic Journey (1916)
- Kick In (1917)
- The Hunting of the Hawk (1917)
- The Recoil (1917)
- The Iron Heart (1917)
- Blind Man's Luck (1917)
- The On-the-Square Girl (1917)
- The Mark of Cain (1917)
- Sylvia of the Secret Service (1917)
- Innocent (1918)
- The Naulahka (1918)
- The Hillcrest Mystery (1918)
- A Japanese Nightingale (1918)
- The Narrow Path (1918)
- Common Clay (1919)
- The Cry of the Weak (1919)
- The Profiteers (1919)
- The Avalanche (1919)
- Our Better Selves (1919)
- A Society Exile (1919)
- The Witness for the Defense (1919)
- Counterfeit (1919)
- On With the Dance (1920)
- Right to Love (1920)
- Idols of Clay (1920)
- Paying the Piper (1921)
- Experience (1921)
- Forever (1921)
- Three Live Ghosts (1922)
- The Man from Home (1922)
- Kick In (1922) [1]
- To Have and to Hold (1922)
- The Cheat (1923)
- Bella Donna (1923)
- The Eternal City (1923)
- Cytherea (1924)
- Tarnish (1924)
- A Thief in Paradise (1925)
- His Supreme Moment (1925)
- The Dark Angel (1925)
- The Son of the Sheik (1926)
- The Night of Love (1927)
- The Tender Hour (1927)
- Rose of the Golden West (1927)
- The Love Mart (1927)
- Lilac Time (1928)
- The Barker (1928)
- His Captive Woman (1929)
- Tiger Rose (1929)
- The Man and the Moment (1929)
- The Locked Door (1929)
- The Bad One (1930)
- Raffles (1930)
- The Devil to Pay! (1930)
- One Heavenly Night (1931)
- Strangers May Kiss (1931) ikke krediteret
- The Unholy Garden (1931)
- Mata Hari (1931)
- As You Desire Me (1932) ikke krediteret
- Rockabye (1932) ikke krediteret
- Nana (1934)
- All Men Are Enemies (1934)
- Petticoat Fever (1936)
- Suzy (1936)
- The Last of Mrs. Cheyney (1937)
- The Emperor's Candlesticks (1937)
- Live, Love and Learn (1937)
- Arsène Lupin Returns (1938)
- Vacation from Love (1938)
- Adventure in Diamonds (1940)

### Skuespiller
- The Avalanche (1919) - (ikke krediteret)
- Ben-Hur (1925) - tilskuer (ikke krediteret)

## Eksterne links
- Wikimedia Commons har flere filer relateret til George Fitzmaurice
- George Fitzmaurice på Internet Movie Database (engelsk)
- George Fitzmaurice en virtuel historie
- Billeder fra produktionen med George Fitzmaurice, skuespillere og medarbejdere